# Boss'N Up
Boss'n Up és una pel·lícula estatunidenca rodada el 2005 per Dylan C. Brown, estrenada el 2007.

## Argument
Cordé Christopher (Snoop Dogg) és un senzill empleat de supermercat amb una vida frustrant i monòtona, però la seva ambició supera aquest estil de vida. Gràcies a la seva facilitat amb les dones i a Orange Juice, el més carismàtic dels proxenetes de Los Angeles, Cordé es converteix en un d'ells. Paga molt bé les seves noies i atreu així les dels altres proxenetes. Paral·lelament als altres, Cordé ha de fer front a la policia i també al seu amor per a una de les seves noies: Chardonnay, amor prohibit pel codi dels proxenetes.

## Comentari i anàlisi
L'escena on Cordé treballa al supermercat i decideix sobtadament llançar-se al crim és agafada de Scarface, quan Tony Montana i Mani troben el seu primer didal de cocaïna.
La pel·lícula és dividida per diverses cançons interpretades al plató, com una comèdia musical.
Malgrat un guió i una escenificació molt apropiades per a aquest gènere de pel·lícula (no hi ha sexe ni droga a la pantalla), Boss'n Up no és més que un elogi del proxenetisme, on sublims criatures són felices de ser-ne esclaves. Alguns passatges nogensmenys continuen sent divertits, sobretot les diverses aparicions d'Hawthorne James.

## Repartiment
- Snoop Dogg: Cordé Christopher
- Hawthorne James: Orange Juice
- Larry Mc Coy: Mint condition
- Shillae Anderson: Chardonnay
- Lil Jon: Sherrif
- Scruncho: Hucky G